# 立石諒
立石諒（日语：／ Tateishi Ryō，1989年6月12日—），日本男子游泳运动员。神奈川縣出生，畢業於藤沢市立第一中学校及湘南工科大学付属高校，現就讀於慶應義塾大學環境情報學部。

## 簡歷
2010年，立石代表日本參加廣州亞運會游泳比賽的男子50米蛙泳、100米蛙泳及4x100米混合泳接力三個項目，奪得兩金一銀的佳績。
2012年，立石代表日本出戰英國倫敦舉行的奥林匹克运动会游泳比賽男子100米蛙泳及200米蛙泳賽事，奪得200米蛙泳銅牌。